# Кацура, Масакадзу
Масакадзу Кацура (яп. 桂正和 Кацура Масакадзу) — мангака. Родился 10 декабря 1962 года в префектуре Фукуи, Япония. Публикуется в журнале Shonen Jump. В его мангах сочетаются элементы романтики, фантастики и комедии.

## Биография
Масакадзу Кацура родился 10 декабря 1962 в префектуре Фукуи. В 1981 году он нарисовал свою первую мангу под названием Wing, за которую спустя год получил премию Тэдзуки. После этого он принял решение заняться рисованием манги на профессиональном уровне. Его первой профессиональной работой стало произведение Yume Senshi Wingman, экранизированное в аниме-сериал. В 1990 году началась публикация его манги Video Girl Ai, которая принесла автору известность, а через год после выпуска была экранизирована в виде OVA.

## Список работ

### Манга
- Wing (сингл, 1981)
- Transfer Student, Transform! (сингл, 1982)
- Wingman (1983—1986)
- Choukidouin Vander (1986)
- Present from Lemon (1988)
- New of New (сингл, 1989)
- Masakazu Collection (1989)
- Video Girl Ai (1990—1993)
- Shadow Lady (1992—1996)
- D.N.A.² (Dokokade Nakushita Aitsuno Aitsu) (1993—1994)
- Tanpenshuu ZETMAN (1995)
- I"s (Aizu) (1997—2000)
- Dr. Chambelee (сингл, 2001)
- Zetman (2002—2014)

### Аниме
- «Зерам» (1991, дизайн персонажей)
- «Ирия: Зейрам» (1994, дизайн персонажей)

### Компьютерные игры
- Love & Destroy[англ.] (1999, дизайн персонажей)
- Astral Chain (2019, дизайн персонажей)[2]